# Paperboy
Paperboy — аркадная игра 1984 года от Atari Games. Игрок выступает в роли разносчика газет, который поставляет газеты вдоль пригородной улицы на своем велосипеде. Эта игра была названа инновационной за её тему и новые элементы управления. Она была первой игрой от Atari Games.

## Геймплей
Игрок пытается доставлять в течение недели ежедневные газеты подписчикам, вандализировать дома неподписчиков и должен избегать опасностей на улице. Подписчики теряются из-за отсутствия доставки или повреждения их домов.
Игра начинается с выбора уровня сложности: Easy Street, Middle Road или Hard Way. Цель игры заключается в идеальной доставке газет подписчикам в течение всей недели и избежании сбоев (который стоит одну жизнь) до конца недели. Игра длится в течение семи игровых дней, с понедельника по воскресенье. Управляется разносчик рулём управления. Каждый день начинается с обзора улицы, показывающего подписчиков и неподписчиков. Дома подписчиков и неподписчиков легко отличаются: подписчики живут в светлых домах, а неподписчики — в тёмных.

## Порты
Консоли:
- Atari 7800 (прототип)
- Famicom/NES (1988)
- Sega Master System (1990)
- Atari Lynx (1990)
- Game Boy (1990)
- Sega Mega Drive (1990)
- Sega Game Gear (1992)
- Sony PlayStation (1998, «Arcade’s Greatest Hits — The Atari Collection 2»)
- Game Boy Color (1999)
- Dreamcast (2000, «Midway’s Greatest Arcade Hits Volume 2»)
- Sony PlayStation 2 (2003, «Midway Arcade Treasure»)
- Nintendo GameCube (2003, «Midway Arcade Treasure»)
- Microsoft Xbox (2003, «Midway Arcade Treasure»)
- Sony PSP (2005, «Midway Arcade Treasures — Extended Play»)
- Game Boy Advance (2005, «Paperboy / Rampage»)
- Microsoft Xbox 360 (2007, «Xbox Live Arcade») [Retired in 2010]

Компьютеры:
- Tandy Color Computer (1985, «Paper Route»)
- Commodore 16 (1986)
- Sinclair ZX Spectrum (1986)
- Commodore 64 (1986)
- Amstrad CPC (1987) [Elite Systems]
- PC MS-DOS (1988)
- Amstrad CPC(1989, «12 Top Amstrad Hits»)
- Atari ST (1989)
- Commodore Amiga (1989)
- PC [MS Windows, CD-ROM] (1998, «Arcade’s Greatest Hits : The Atari Collection 2»)
- PC [MS Windows, CD-ROM] (2004, «Midway Arcade Treasure»)

Другие:
- Tiger Handheld LCD Game (1988)
- Мобильные телефоны (2006)

## Оценки
| Сводный рейтинг | Сводный рейтинг | Сводный рейтинг |
| Издание         | Оценка          | Оценка          |
| Издание         | N64             | Xbox 360        |
| --------------- | --------------- | --------------- |
| GameRankings    | 68,14 %         | 70,67 %         |